# 채기두
채기두(蔡基斗, 1883년 ~ ?)는 일제강점기의 관료로, 호는 동산(東山), 본적은 경성부 현저동이다.

## 생애
1904년 일진회 사찰원을 역임했으며, 1905년 헌정연구회 사무원을 역임했다. 일본 도쿄에 유학 중이던 1907년 대한유학생회 평의원을 역임했고, 1908년 4월 7일에 열린 안창호 송별회 전별위원을 역임했다. 대한학회 총대와 부회장(1908년), 대한흥학회 회장(1909년)을 역임했고, 1909년 7월 메이지 대학 법과를 졸업했다. 1910년 《실업신문(實業新聞)》을 경영했으며, 1910년 6월 6일 청년구락부 부장으로 선임되었다.
1919년 7월 16일 박병철, 심우섭, 이기찬, 고희준, 박승빈과 함께 일본으로 건너간 뒤 자치청원서를 제출했으며, 1923년 10월 잡지 《농민(農民)》 편집인 겸 발행인을 역임했다. 유민회 간사(1921년 4월), 조선소작인상조회 발기인 및 이사(1921년 8월 27일 ~ 1922년), 각파유지연맹 발기인(1924년 3월), 동민회 평의원(1924년 6월 ~ 1929년), 시국대동단 발기인, 집행위원, 총무(1925년 1월)를 역임하는 등 각종 친일단체에서 활동했다.
1922년부터 1923년까지 사이토 마코토 조선총독과 6차례 면회를 가지는 한편 1925년 일본 외무성 아시아국장을 내방한 자리에서 당시 만주 지역에서 활동하고 있던 항일 독립운동가에 대한 귀순 공작 계획에 협조할 것을 요청했다. 1930년 2월 만몽개발단(滿蒙開發團)이 단체의 기금을 마련하기 위해 경성부 내 부호들을 상대로 기부를 강요한 이른바 만몽개발단 사건에 연루되어 몇몇 언론들로부터 큰 비난을 받기도 했다.
친일반민족행위진상규명위원회가 발표한 친일반민족행위 705인 명단에 포함되었다.

## 참고자료
- 친일반민족행위진상규명위원회 (2009). 〈채기두〉. 《친일반민족행위진상규명 보고서 Ⅳ-17》. 서울. 586~601쪽.